# میشیو فوجیمارو
میشیو فوجیمارو (انگلیسی: Michiyo Fujimaru؛ زادهٔ ۶ آوریل ۱۹۷۹) شناگر موزون اهل ژاپن است.